# 류광지
류광지(1966년 5월 25일 ~)은 대한민국의 기업인이다. 산업 화학 기업인 금양의 회장으로, 대한민국의 부자 중 한 명이다. 2024년 4월, 포브스는 류광지의 순자산을 미화 12억 2천만 달러로 추정했으며, 국내 28번째 부자로 선정했다.

## 생애
1966년 5월 25일 경상북도 군위군에서 태어났다. 1985년 능인고등학교를 졸업했고, 1990년 고려대학교 법과대학을 졸업했다.
1994년 서울증권에서 인수 합병 업무를 담당했다. 1998년 금양에 입사하여 재무 관리 업무를 시작했다. 1999년에는 재무 기획 부서장이 되었다. 2001년 중국 쿤밍진양화학공업유한공사(금양의 중국 공장)의 사장이 되었다. 2001년 11월 금양의 최고경영자(CEO)가 되었으며, 현재까지 이 직책을 맡고 있다. 2024년 3월 기준으로, 회사 총 주식의 39.58%를 보유한 최대 주주였다. 그의 친척들도 각각 1% 미만의 주식을 보유하고 있다.
회사는 2003년 이후 거의 매년 이익을 냈다고 알려져 있다. 2009년 이후 연봉은 매년 약 10% 증가했다고 한다. 이 회사는 2022년 중반까지는 잘 알려지지 않았지만, 이후 전기차 배터리 산업에 진출하기 시작했다. 그 후 회사는 이 산업에 대한 투자자들의 관심에 힘입어 약 2,000%의 주가 상승을 기록했다. 그럼에도 불구하고, 금양은 여전히 운동화 및 기타 소비재에 사용되는 플라스틱 폼용 발포제를 제조하는 사업에서 대부분의 수익을 창출했다.